# Shania Twain
Eilleen Regina Edwards (Windsor, Ontario, 28 de agosto de 1965), conocida artísticamente como Shania Twain, es una cantautora, actriz y personalidad televisiva canadiense. El estilo de su música se mueve entre el country, pop y rock.
Su tercer álbum, Come on Over (1997), se convirtió en el álbum de música country más vendido, con cuarenta millones de copias, y el álbum más vendido de la historia por una mujer [cita requerida]. Este álbum, junto al resto de su repertorio, ha hecho ventas de aproximadamente ochenta y cinco millones de discos.
Es la única cantante femenina en tener tres discos de diamante en Estados Unidos, certificados por la RIAA, siendo, además, la segunda cantante canadiense con más discos vendidos (detrás de Céline Dion y por delante de Alanis Morissette).
En 1995, con el lanzamiento de su álbum The Woman in Me, ganó cinco premios Grammy y 27 premios BMI Songwriter.

## Primeros años
Shania nació en Windsor, Canadá. Hija de Clarence Edwards y Sharon. Sus padres se divorciaron cuando ella tenía solo dos años. Entonces, su madre se trasladó con Shania (entonces llamada Eilleen) y su hermana Jill a Timmins, Ontario, donde se casó con Jerry Twain, un indígena ojibwa, quien reconoció legalmente a las niñas como sus hijas, por lo que a ambas se les cambió su apellido por Twain.
La vida de Eilleen Twain cuando era pequeña fue difícil: sus padres ganaban poco y a menudo había escasez de alimentos en su hogar. Ella no quería que las autoridades escolares se enteraran de su situación porque temía que la pudieran separar de su familia. Debido a la pobreza que pasaban, Eilleen se vio obligada a trabajar y aprendió a cazar y a cortar madera. También trabajaba en un restaurante McDonald's en Ontario. Cuando tenía tan solo ocho años, comenzó a cantar en un bar para apoyar a su familia, en el que ganaba veinte dólares aproximadamente entre la medianoche y las dos de la mañana. Después de un tiempo el bar se cerró, pero la gente continuaba fiel a su música.
A pesar de haber expresado su aversión por el canto en una atmósfera como esta, a una edad tan temprana, Shania cree que esta fue su escuela de artes escénicas en el camino para convertirse en una cantante exitosa.

## Carrera

### Comienzos musicales
Cuando tenía trece años, Eilleen fue invitada a cantar en el programa de Tommy Hunter de la cadena de televisión CBC. Mientras asistía a la escuela profesional Timmins era la vocalista de una banda local llamada «Longshot», que era muy popular en el sector. En 1984 cantó a dúo con el cantante canadiense Tim Denis en uno de sus álbumes.
Su madre y su padre adoptivo murieron en un accidente automovilístico el 1 de noviembre de 1987, por lo que Twain tuvo que posponer su carrera y hacerse cargo de sus hermanos menores. Ella y sus medio hermanos Mark y Darryl y su hermana Carrie Ann se mudaron a Huntsville, Ontario; donde Twain cantaba en el Deerhurst Resort. En poco tiempo Shania se convirtió en la estrella del show. 
Durante 1989 y 1990, antes de firmar por Mercury Records, Twain grabó una serie de demos con un sonido de rock y power pop que, años más tarde, serían recogidas en recopilatorios como Beginnings: 1989-1990 o The Complete Limelight Sessions.

### 1993–1994:Shania Twain
En 1991, fue invitada a grabar una demo en Huntsville, Ontario. Allí fue donde consiguió su primer contrato discográfico con el abogado del entretenimiento Richard Frank, el mismo que ayudó a Twain legalmente para que ésta pudiera cambiar su nombre por Shania (pronunciado She-na-ia), una palabra ojibwa que significa «en mi camino».
Twain escribió sólo una de las canciones que contenía su álbum debut, la pista titulada «God Ain't Gonna Getcha for That». Los primeros sencillos tuvieron muy poca repercusión en las listas de éxito: «What Made You Say That» y «Dance with the One That Brought You» llegaron al número 55 de la lista de canciones country en Estados Unidos, y el tercer sencillo «You Lay a Whole Lot of Love on Me» ni siquiera figuró en las listas.
Se estimaba que el disco habría vendido aproximadamente 250 000 copias en el primer año de lanzamiento, pero debido al éxito de sus sucesores hoy sobrepasa el millón de unidades vendidas solo en Estados Unidos y ha sido certificado de platino por la RIAA.

### 1995-1996:The Woman in Me
Cuando el productor de rock Robert «Mutt» Lange escuchó cantar a Twain las canciones que ella había compuesto, se motivó y se ofreció voluntariamente para producir y escribir nuevas canciones con ella. Después de varias conversaciones telefónicas, se reunieron en un festival de música country en Nashville en junio de 1993. Su relación se hizo muy estrecha en pocas semanas.
Lange y Twain comenzaron a trabajar en su segundo álbum, The Woman in Me, del cual surgió su primer éxito «Any Man of Mine». El álbum encabezó durante meses la lista de álbumes country más vendidos, alcanzando el número cinco en la lista Billboard 200. Hasta el 2007 se estimaba que el álbum habría vendido doce millones de copias solo en Estados Unidos por lo que fue galardonado con doce discos de platino por la RIAA.
The Woman in Me ganó el premio al mejor álbum country en los Grammy de 1996.

### 1997-2001: Come on Over
A finales de 1997, Shania publica su tercer álbum Come on Over, álbum que debutó en el número 2 del Billboard 200 vendiendo 172.000 copias en su primera semana en lista. Las ventas se mantuvieron equilibradas durante varios meses hasta el lanzamiento del sencillo «You're Still the One», balada que era el primer sencillo de Twain y promovido en las radio emisoras pop de Estados Unidos. El sencillo alcanzó el número dos en la principal lista de sencillos de Estados Unidos, lo que hizo que las ventas del álbum Come on Over se elevaran súbitamente.
En mayo de 1998. Twain comienza su primera gira de conciertos, el Come on Over tour. Los conciertos fueron bien recibidos por el público, obteniendo buenos resultados comerciales.
Uno de ellos tuvo la participación de Avril Lavigne, joven promesa que ganó, en un concurso de radio de su ciudad, la posibilidad de cantar junto a Shania Twain.
En noviembre de 1998, lanza otro sencillo, también promovido en las radio emisoras pop: la balada romántica «From This Moment On», debutando en el número cinco en la principal lista de sencillos de Estados Unidos. El éxito obtenido por este sencillo logró que el álbum volviera al top 10 casi un año después de su lanzamiento. El disco vendió alrededor de siete millones de copias durante 1998 en los Estados Unidos, siendo el quinto álbum más vendido durante el citado año en ese país. En este mismo año, ella cantó con los Backstreet Boys esta canción.
En el Reino Unido, los dos sencillos lanzados llegaron al top 10, aunque Twain todavía no lograba consagrar su carrera en dicho país.
En febrero de 1999, Twain gana dos premios Grammy en las categorías «Mejor cantante femenina de música country» y «Mejor canción country», ambos premios entregados por el sencillo «You're Still the One».
En marzo de 1999, sale a la venta en Europa una versión remezclada del álbum Come on Over, en esta versión las canciones tienen un sonido mucho más pop que la versión original. El álbum se convierte en todo un éxito, manteniéndose durante once semanas en el número uno en la lista de discos más vendidos en el Reino Unido, además de lograr vender más de siete millones de copias en toda Europa. Los dos sencillos lanzados durante 1999 en Europa —las bailables «That Don't Impress Me Much» y «Man! I Feel Like a Woman!»— alcanzaron el top 10 en diversos países del continente.
En los Estados Unidos, después de vender aproximadamente unas quince millones de copias solo en los Estados Unidos, en noviembre de 1999 se publica las versión remezclada de Come on Over en Norteamérica, logrando que las ventas aumentaran de 57 000 a 197 000. En diciembre del mismo año, Come on Over vuelve al top 10 en la lista Billboard 200 de Estados Unidos, vendiendo casi 355 000 copias en la semana de Navidad.
En la ceremonia de entrega de los premios Grammy de 2000, Twain gana dos estatuillas más, en las categorías «Mejor interpretación femenina de música country» por el sencillo «Man! I Feel Like a Woman!» y «Mejor canción country» por el sencillo «Come on Over».
Después del éxito obtenido por Come on Over, Twain se retira por dos años.

### 2002–2010:Up!yGreatest Hits
En noviembre de 2002, lanza Up!, un álbum que tarda cinco años en grabar y que ocuparía cinco semanas en lo alto de las listas americanas, debutando en el número uno con 874 000 copias vendidas tan solo en la primera semana. A nivel mundial, el éxito fue notable aunque más modesto que el de su anterior Come On Over. En 2003 emprende una segunda gira pero esta vez a escala mundial, realizando conciertos en Estados Unidos, Canadá, Europa y Australia. Ese año, también es incluida en el Canada´s Walk of Fame (Camino de la Fama de Canadá).
En noviembre de 2004, editó su último álbum Greatest Hits (Grandes Éxitos) donde estrena tres temas: «Party for two» (tanto la versión para el resto del mundo con Mark McGrath de Sugar Ray, como la americana con el cantante de country Billy Currington), la balada «Don't!» y «I ain't no quitter». Con este sencillo, Shania vuelve a sus raíces: el country. En abril de 2008, el álbum fue premiado con cuatro discos de platino en Estados Unidos por vender más de cuatro millones de unidades en dicho país. En 2005 grabó un sencillo llamado «Shoes» para la exitosa serie estadounidense Desperate Housewives. En noviembre último fue declarada Oficial de la Orden de Canadá, que se entrega a los y las canadienses que destacan en diversos ámbitos. Twain fue galardonada con esta distinción de honor por la Gobernadora General de Canadá, Michaëlle Jean.
Después de que su voz se viera severamente debilitada a causa de la enfermedad de Lyme y la disfonía, Twain se retiró de los escenarios en 2004, y comenzó un hiato indefinido de la música,  en un momento no estaba segura de si alguna vez volvería a cantar.
Twain realizó un dúo junto a la cantante canadiense Anne Murray en la canción «You Needed Me» del álbum Anne Murray Duets: Friends and Legends lanzado 13 de noviembre de 2007 en Canadá, y el 15 de enero de 2008 en los EE. UU. El 12 de noviembre de 2008, Twain apareció como presentadora sorpresa en los premios CMA 42a. En agosto de 2009, fue juez invitada en American Idol en Chicago, en los episodios 30 y 31; un año más tarde fue mentora en este show. El 1 de enero de 2010, Twain llevó la antorcha olímpica a través de su ciudad natal como parte de los Juegos Olímpicos de Invierno 2010. Tras una intensa rehabilitación vocal y después de casi diez años, dio un concierto en Las Vegas, Shania: Still the One y comenzó a planificar un nuevo álbum de estudio en 2013.

### 2011–2015: Retorno musical y residencia
En abril de 2010, Twain anunció planes para su propio programa de televisión, titulado ¿Por qué no? con Shania Twain. El programa debutó el 8 de mayo de 2011 en OWN. El 27 de marzo de 2011, ingresó al Salón de la Fama de Música de Canadá, de los premios Juno. En el primer episodio de Why Not? with Shania Twain, se realizó el prelanzamiento de su primer single en seis años, «Today Is Your Day». Twain trabajó con los productores David Foster y Nathan Chapman en la nueva canción. «Today Is Your Day» fue lanzado oficialmente en iTunes y radios el 12 de junio de 2011 como parte del proyecto de un nuevo álbum de estudio. El último episodio de Why Not? with Shania Twain muestra la grabación del dueto con Lionel Richie del tema «Endless Love» que formaría parte de un próximo álbum de Richie.
El 2 de junio de 2011, Twain recibió una estrella en el Paseo de la Fama de Hollywood. El 8 de junio de 2011, en una conferencia de prensa en el Salón de la Fama del Country, en Nashville, Twain anunció que encabezaría el Caesars Palace de Las Vegas durante dos años. Su show, titulado Still the One, se inició en diciembre de 2012. En julio de 2011, el cantante canadiense Michael Bublé confirmó en un vídeo chat en vivo con los fanes que grabó en dueto con Twain «White Christmas» para su álbum de Navidad de 2011.

### 2016–2021:Now, y segunda residencia en Las Vegas
En octubre de 2016, Twain confirmó a Rolling Stone que tenía nueva música muy pronto. En febrero de 2017, Twain volvió a hablar con Rolling Stone sobre el álbum; donde confirmó los títulos de las canciones seleccionadas, ya que Twain detalló que no solo esperaba lanzar un sencillo en marzo, sino que planeaba lanzar el álbum en mayo. Actuó en el Festival Stagecoach 2017 celebrado el 29 de abril. Twain se sometió a terapia vocal después de ser diagnosticada con disfonía y enfermedad de Lyme, lo que casi le hizo perder la voz para cantar; se embarcó en una gira de conciertos y residencia en Las Vegas antes de revelar que la nueva música llegaría en 2017.
En abril de 2017, Billboard anunció que el nuevo sencillo de Twain «Life's About to Get Good», se estrenará en junio, y el álbum se lanzará en septiembre. Encabezó el Festival Stagecoach 2017 en Indio, California, en abril de 2017, donde estrenó el sencillo por primera vez. El sencillo debutó y alcanzó el número 36 en la lista Billboard Country Airplay de Estados Unidos. En julio se lanzó un video musical de la canción, dirigido por Matthew Cullen. «Swingin' with My Eyes Closed» se estrenó como el segundo sencillo de Now el 18 de agosto de 2017, más tarde acompañado de un video musical.
Su quinto álbum de estudio Now se estrenó el 29 de septiembre de 2017 por Mercury Nashville. El álbum fue producido por Twain junto a Ron Aniello, Jake Gosling, Jacquire King y Matthew Koma. Alcanzó el primer lugar en la lista Billboard Hot 200 de Estados Unidos. «Who's Gonna Be Your Girl» fue lanzado como el tercer sencillo del álbum el 10 de octubre de 2017, seguido de «We Got Something They Don't» como el cuarto sencillo el 30 de octubre.
En junio de 2019, anunció su segunda residencia en Las Vegas, Let's Go! , que abrió el 6 de diciembre de 2019, y tendría una duración de dos años.

### 2016–2023: Documental en Netflix y Queen of Me
En 2022 se publica a través de Netflix un documental titulado Not Just A Girl, en el que la cantante canadiense hace un repaso a su vida, desde la infancia en Ontario hasta llegar a convertirse en una de las cantantes que más discos vendió. La cantante canadiense habla sin tabúes de la vida con sus padres y las penurias que tuvo que pasar, de la enfermedad que estuvo a punto de terminar con su carrera y también habla de la relación con su ex.
El 3 de febrero de 2023 aparece en el mercado el sexto álbum de estudio de Shania Twain, titulado Queen of Me, publicado bajo el sello Republic Nashville, primer con esta discográfica tras abandonar Mercury. El álbum vino precedido por el estreno del sencillo  Waking Up Dreaming. En el vídeo, lanzado el 23 de septiembre de 2022, podemos ver a la cantante como una estrella de rock de los 80, interpretando la canción ataviada con una indumentaria de fantasía, como una estrella del rock. El álbum alcanzó el primer puesto en las listas británicas y también logró posicionarse en los puestos altos en Estados Unidos y Australia,

## Carrera televisiva y cinematográfica
El 12 de noviembre de 2008, hizo su primera aparición en televisión desde que se separó de Lange, donde apareció como presentadora sorpresa en los 42 ° Premios CMA. En 2009, Twain sirvió como juez invitado en American Idol, para los episodios del 30 y 31 de agosto. En abril de 2010, anunció planes para su propio programa de televisión, titulado Why Not? with Shania Twain. El espectáculo debutó el 8 de mayo de 2011 en OWN. Twain regresó a American Idol como mentor invitado durante una semana, donde los seis mejores concursantes exhibieron sus canciones. Después de la conclusión de la novena temporada, Twain estuvo muy cerca de convertirse en juez, pero finalmente fue Jennifer Lopez quien consiguió el trabajo.
Protagonizó la serie Comedy Central Broad City, en un episodio de septiembre de 2017 titulado Twaining Day. El 23 de octubre de 2017, apareció como jueza invitada en la temporada 25 de Dancing with the Stars durante la «Noche de película» del programa, y también interpretó su canción «Soldier». Apareció como juez invitado en el episodio cinco de la décima temporada de Rupaul's Drag Race. Compitió contra el cantante Meghan Trainor en un episodio de TBS's Drop the Mic, que se emitió en enero de 2018. Fue invitada de honor para un episodio de Lip Sync Battle en Paramount Network donde se enfrentaron Derek Hough contra Nicole Scherzinger en un episodio homenaje a ella que se emitió el 21 de junio de 2018.
En noviembre de 2018, apareció en el reality show de talento Real Country, como productor ejecutivo y copresentador con Jake Owen y Travis Tritt. En 2019, hizo su debut cinematográfico en la película Trading Paint, coprotagonizada junto a John Travolta. Adicionalmente, interpretará el papel de la madre del cantante Jeremy Camp en la película biográfica de 2020 I Still Believe.
Sale en algunos episodios de la serie Doctor Odyssey de Disney.

## Vida privada

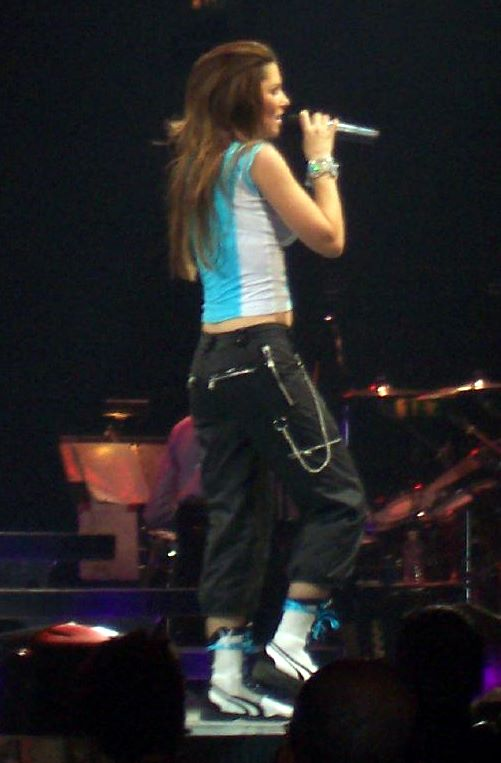
Shania Twain cantando en el Up! Tour en el 2003.

Shania Twain se casó con el productor musical Robert Lange el 28 de diciembre de 1993 y tienen un hijo llamado Eja D'Angelo que nació el 12 de agosto de 2001. El 15 de mayo del 2008 un portavoz de Mercury Nashville anunció que Twain y Lange se habían separado después de catorce años de matrimonio, después de que Lange supuestamente tuvo una aventura con La mejor amiga de Twain, Marie‑Anne Thiébaud.
Dos años después de anunciar su separación, la cantante Shania Twain logró divorciarse del productor Robert «Mutt» Lange. El proceso de divorcio, según muestran documentos oficiales, concluyó el 9 de junio de 2010 en Suiza. El 20 de diciembre de 2010, se informó que estaba comprometida con el ejecutivo suizo de Nestlé, Frédéric Thiébaud, el exesposo de Marie‑Anne. Se casaron el 1 de enero de 2011 en Rincón, Puerto Rico.
En 2005, Twain se asoció con Coty para la creación de su primera fragancia llamada Shania by Stetson. Una segunda fragancia se lanzó, en septiembre del 2007, llamada Shania Starlight.
El 3 de mayo de 2011, Shania Twain lanza su autobiografía From This Moment On, donde plasma sus vivencias, sus éxitos, así como sus conflictos internos que tuvo en su matrimonio hasta su ruptura, y su actual vida con Frederick Thiebaud, un firme testimonio de la fuerza que tiene hoy en día.
Twain es vegetariana y devota de Sant Mat, una filosofía espiritual oriental. Residente desde hace mucho tiempo de Corseaux, Suiza, donde nació su hijo.
Twain reveló en 2018 haber padecido abusos sexuales y psicológicos por parte de su padrastro cuando tenía alrededor de diez años de edad.

## Discografía
Álbumes de estudio
- 1993: Shania Twain.
- 1995: The Woman in Me.
- 1997: Come on Over.
- 2002: Up!
- 2017: Now.
- 2023: Queen of Me.

## Giras musicales
- 1998-1999: Come On Over Tour.
- 2003-2004: Up! Tour.
- 2015: Rock This Country Tour.
- 2018: Now Tour.
- 2022: Queen Of me Tour.

Residencias
- 2012-2014: Shania: Still the One.
- 2019-2020: Let's Go!